# حمى نظيرة تيفية
الحمى نظيرة التيفية (بالإنجليزية: paratyphoid fever)‏ (وتعرف أيضا باسم نظيرة التيفية أو السَّلْمونيلَةُ النَّظيرَةُ التِّيفِيَّة أو التيفوئيد)، هي عدوى بكتيرية تسببها واحدة من ثلاثة أنواع من داء السالمونيلا المعويل A أو B أو C1، ويستوطن في المناطق ذات المعايير الصحية السيئة التي يحدث فيها تلوث للماء والطعام بالفضلات البشرية، مثل جنوب آسيا وإفريقيا والقارة الهندية، وبعض دول أمريكا الجنوبية والشرق الأوسط التي تشهد أزمات بشرية.

## الأعراض
تبدأ الأعراض عادة بعد 6-30 يومًا من التعرض للبكتيريا وهي نفس أعراض حمى التيفوئيد وغالبًا ما تحدث زيادة تدريجية لشدة الحمى على مدار عدة أيام. وتسبب ضعف عام في الجسم وفقدان الشهية والصداع. بعض الناس يصابون بطفح جلدي مع بقع وردية اللون وقد تستمر الأعراض أسابيع أو أشهر إذا لم يتم العلاج. قد يحمل أشخاص آخرون البكتيريا دون أن تظهر عليهم علامات المرض. ومع ذلك، يكونوا قادرين على نشر المرض للآخرين. كل من التيفوئيد و الحمى نظيرة التيفية لهما نفس الشدة. وكلاهما يعتبران من أنواع الحمى المعوية.

## المسببات
تحدث الحمى نظيرة التيفية نتيجة أحد أنواع من السالمونيلا المعوية الثلاثة التالية: السالمونيلا نظيرة التيفية أ والسالمونيلا نظيرة التيفية ب، والسالمونيلا نظيرة التيفية سي.

### الانتقال
عادة ما تنتقل عن طريق تناول أو شرب طعام أو ماء ملوث ببراز شخص مصاب. قد تحدث عندما يصاب الشخص الذي يعد الطعام أيضًا. تشمل عوامل الخطر سوء الصرف الصحي الموجود عادة بين السكان الفقراء في المناطق المزدحمة. في بعض الأحيان، قد ينتقل المرض عن طريق الجنس. البشر هم الحيوانات الوحيدة المصابة.

### الحمى نظيرة التيفية ب
الحمى نظير التيفية ب أكثر شيوعًا في أوروبا. قد تتظاهر بأعراض شبيهة بمرض التيفوئيد، أو بأعراض شبيهة بالتهاب المعدة والأمعاء الحاد أو بأعراض كلا المرضين. غالبًا ما تحدث إصابة الهربس الشفوي في الحمى نظيرة التيفية ب، الذي يكون نادرًا في حمى التيفوئيد الحقيقية. نادرًا ما تحدث دبيلة تحت الجافية. يُشخص المرض بعزل العامل الممرض في الدم أو البراز وإيجابية اختبار فيدال. تستجيب الحالة بشكل جيد على العلاج بأدوية الكلورامفينيكول أو الكوتريموكسازول.

### الحمى نظيرة التيفية سي
الحمى نظيرة التيفية سي هي عدوى نادرة تظهر بشكل عام في الشرق الأقصى. يظهر على شكل تسمم دم مع خراجات نقائلية. قد يحدث التهاب المرارة في سياق المرض. لا يُجرى عادة اختبار الأجسام المضادة للحمى نظير التيفية سي، وتُشخص عبر زرع الدم. العلاج بالكلورامفينيكول فعال بشكل عام.

### الحملة
البشر، وأحيانًا الحيوانات الأليفة، هم حاملي الحمى نظيرة التيفية. قد يكون أفراد نفس العائلة حاملين عابرين أو دائمين. في معظم أنحاء العالم، يكون حملة البراز على المدى القصير أكثر شيوعًا من حملة المسالك البولية. تحدث حالة الحمل البولي المزمن عند المصابين بداء البلهارسيات.
قد يستمر علاج حملة الحمى نظيرة التيفية لمدة تصل إلى عام واحد، وخلال هذه المرحلة، يعتبر الشخص حاملًا. قد تتبع الحالة الحاملة المزمنة المرض الحاد، أو العدوى الخفيفة أو حتى تحت السريرية. حاملو الأمراض المزمنة هم في الغالب من النساء المصابات في منتصف العمر.

## الفيزيولوجيا المرضية
بعد ابتلاع العامل الممرض، في حال لم يستطع الجهاز المناعي إيقاف العدوى، ستتكاثر البكتيريا ثم تنتشر إلى مجرى الدم، وبعد ذلك ستظهر أولى علامات المرض على شكل حمى. تخترق أيضًا نخاع العظم والكبد والقنوات الصفراوية، والتي تفرز البكتيريا منها داخل الأمعاء. في المرحلة الثانية من المرض، ستخترق البكتيريا النسيج المناعي للأمعاء الدقيقة، وتبدأ الأعراض الأولية لاضطرابات حركات الأمعاء الدقيقة.

## الإنذار
نادرًا ما يموت المصابون بالنوع أ من السلالة البكتيرية، إلا في حال حدوث مضاعفات نادرة للالتهابات المعوية الشديدة. مع الفحص والتشخيص المناسبين، ينخفض معدل الوفيات إلى أقل من 1%. المضادات الحيوية مثل الأزيثروميسين فعالة بشكل خاص في علاج المرض.